# El corazón es un cazador solitario (película)
El corazón es un cazador solitario es una adaptación cinematográfica estadounidense de 1968 de la novela homónima de 1940  de Carson McCullers. Fue dirigida por Robert Ellis Miller. Está protagonizada por Alan Arkin y presenta a Sondra Locke, quienes obtuvieron nominaciones a los Premios de la Academia por sus actuaciones. La película actualiza el escenario sureño de la novela desde la era de la Gran Depresión hasta la década de 1960. La obra fue reconocida por el American Film Institute en AFI's 100 Years of Film Scores.

## Trama
John Singer es un sordomudo que trabaja como grabador de plata en un pueblo del sur de Estados Unidos. Su único amigo es un discapacitado mental mudo, Spiros Antonapoulos, que continuamente se mete en problemas con la ley por desconocimiento de las circunstancias. Cuando su primo, quien es su tutor, interna a Spiros en una institución mental, John se ofrece a convertirse en el tutor de Spiros, pero se le dice que Spiros tendrá que ir a la institución hasta que esto se haya arreglado. John decide mudarse a un pueblo cercano a la institución para estar cerca de su amigo. Encuentra trabajo allí y alquila una habitación en la casa del matrimonio Kelly, que están teniendo dificultades financieras como resultado de una reciente lesión en la cadera del Sr. Kelly.
Debido a que la hija adolescente de los Kelly, Margaret ("Mick"), se resiente de tener que dejarle su habitación, John intenta ganarse su amistad. También trata de hacerse amigo de Jake Blount, un vagabundo semialcohólico, y del Dr. Copeland, un médico afroamericano amargado que se está muriendo en secreto de cáncer de pulmón. John ayuda a interpretar a un paciente sordomudo que está viendo al Dr. Copeland. La mayor decepción de Copeland es que su hija educada, Portia, trabaja como empleada doméstica y está casada con un peón. Mientras tanto, Mick tiene una fiesta de adolescentes al aire libre en su casa, pero se disgusta después de que algunos adolescentes invitados la interrumpen peleando y lanzando fuegos artificiales.
Luego de un intento exitoso de ganarse la amistad de Mick fomentando su amor por la música clásica, John visita a Spiros y, aunque lo invita a salir por el día, John se siente más solo que nunca cuando regresa a casa. Mientras tanto, Portia y su esposo son atacados y él resulta encarcelado por defenderse en un incidente en un carnaval. Portia se enoja con el Dr. Copeland por no cometer perjurio para ayudar a descubrir la verdad sobre lo que sucedió en la pelea. La relación del Dr. Copeland y Portia se vuelve aún más tensa después de que a su esposo le amputan la pierna después de haber sido encadenado por tratar de escapar de la cárcel.
John consigue que se reconcilien después de que Portia se entera por John de la enfermedad del Dr. Copeland. Mick pierde deliberadamente su virginidad con el sensible hermano mayor de uno de sus compañeros de clase después de darse cuenta de que la lesión de su padre lo ha incapacitado permanentemente y que tendrá que dejar la escuela y el trabajo para ayudar a mantener a la familia. Perturbada por su iniciación sexual, ignora el pedido de compañía de John. John va a visitar a Spiros y se entera de que lleva varias semanas muerto. Después de visitar la tumba de su amigo, pasear y disculparse una y otra vez en lenguaje de señas, John regresa a su habitación y se suicida.
Algunos meses después, Mick lleva flores a la tumba de John y conoce al Dr. Copeland. Mientras hablan, Mick hace la pregunta: "¿Por qué lo hizo?" El Dr. Copeland se va y la película termina con Mick admitiendo en voz alta ante la tumba abierta de John que lo amaba.

## Reparto
| - Alan Arkin como John Singer - Sondra Locke como Margaret "Mick" Kelly - Laurinda Barrett como Mrs. Kelly - Stacy Keach (como Stacy Keach, Jr.) como Jake Blount - Chuck McCann como Spiros Antonapoulos - Biff McGuire como Mr. Kelly - Percy Rodriguez como Dr. Benedict Mady Copeland - Cicely Tyson como Portia Copeland | - Jackie Marlowe como Bubber Kelly - Johnny Popwell como Willie - Wayne Smith como Harry Minowitz - Gonzalo Meroño como Richard Steward - Peter Mamakos como Spirmonedes - John O'Leary como Beaudine - Hubert Harper como Biff Brannon - Sherri Vise como Delores |

## Crítica
Gregg J. Kilday de The Harvard Crimson criticó que algunos personajes son "acartonados restos" de la novela; escribió que el papel de Spiros "está muy exagerado", Blount "ha sido reducido a un vagabundo borracho (alguien tenía miedo de ensuciar su cámara en la política)" y que la relación del Dr. Copeland y Portia "actúa como una versión Black Power de The Secret Storm." 
El Lexikon des internationalen Films señaló que la "Adaptación cinematográfica de la novela de Carson McCullers, [es] en parte sentimental y carente de la sutileza psicológica del original. Sin embargo, el tormento del aislamiento individual en la sociedad de masas se demuestra intensamente, sobre todo gracias al notable actor principal”.
Variety criticó sobre todo la implementación del argumento: "“Traducir la delicada, si no endeble, tragedia de la primera novela de Carson McCuller a la gran pantalla no fue, claramente, una tarea fácil, y tampoco una completamente exitosa. El corazón es un cazador solitario se convierte en un melodrama episódico fragmentado, con un clímax dramático lleno de baches y un ritmo preestablecido”.
El Evangelischer Filmbeobachter (Espectador evangélico de cine) criticó la trama y elogió la actuación: “Cualquiera que vea este psicograma de un pequeño pueblo estadounidense tiene que soportar muchos clichés además de valiosas sugerencias. El único consuelo: la vida cotidiana está en realidad hecha de clichés. Extraordinaria actuación del elenco principal.”

## Producción
La producción de Warner Bros. fue filmada en el pequeño pueblo de Selma, Alabama. El rodaje comenzó tres días después de la muerte del autor Carson McCullers, que aconteció el 29 de septiembre de 1967 por un derrame cerebral.
El presupuesto de la película fue de alrededor de $ 2 millones y recaudó alrededor de $ 5,9 millones en los EE. UU.
Alan Arkin fue el primer actor elegido para la película.
Sondra Locke, entonces conocida como Sandra Locke, era una empleada de personal de WSM-TV de 23 años cuando audicionó para el papel de Mick el 28 de julio de 1967. Para parecer más joven, Locke se quitó seis años de edad, una mentira que mantuvo durante el resto de su carrera. (Aunque fue descubierta porThe Billings Gazette  y The Nashville Tennessean, tomó décadas para que las publicaciones sindicadas lo registraran. ) La actriz Bonnie Bedelia, cuatro años menor que Locke, le dijo a Los Angeles Times que "decidieron que yo era demasiado mayor" para interpretar a Mick. Además de cambiar su edad, un comunicado de prensa internacional anunciando el casting de Locke omitió su pasaje por la Universidad Estatal de Middle Tennessee, así como su residencia en Nashville, donde se había mudado en 1963 después de abandonar la universidad. La actriz admitió haber mentido sobre su edad en su autobiografía The Good, the Bad & the Very Ugly (1997), pero afirmó haberse quitado solo tres años, en lugar de seis. En su última entrevista, realizada en 2015 para un podcast de película llamado The Projection Booth, Locke dijo que "recién se estaba graduando de la escuela secundaria" cuando comenzó a trabajar en la película cuando, de hecho, tenía veintitantos años. En ese momento, los periódicos informaron que su salario era de $ 15,000, pero Locke luego afirmó que era menos de un tercio de esa cantidad.
Para el papel de Harry, el director Robert Ellis Miller eligió a Wayne Smith, cinco años más joven que Locke, aunque el personaje se describe en el guion como mayor que ella.
Percy Rodriguez, quien interpretó al padre de Cicely Tyson, era solo seis años mayor que Tyson. Aunque Laurinda Barrett interpretó a la madre de Locke, solo tenía 12 años y medio más que Locke.

## Premios y nominaciones
1968: Premio NYFCC al Mejor Actor del Círculo de Críticos de Cine de Nueva York para Alan Arkin
1969: Premio KCFCC del Círculo de Críticos de Cine de Kansas City para Alan Arkin al Mejor Actor
1970: Laurel de oro para James Wong Howe
- 1969 : Nominaciones a los Premios de la Academia a Mejor actor (Alan Arkin) y Mejor actriz de reparto (Sondra Locke)
- 1969: Nominaciones al Globo de Oro a Mejor Película (Drama), Mejor Actor (Drama), Mejor Actriz de Reparto y Mejor Actriz Joven (Sondra Locke)
- 1969: Premio WGA del Writers Guild of America (Thomas C. Ryan)
- 1970: Segundo lugar en los Premios Laurel para Alan Arkin ( Actuación Dramática Masculina ) y Sondra Locke (Actuación Secundaria Femenina)